# Meg Emmerich
Meg Rodrigues Vitorino Emmerich (São Paulo, 23 de outubro de 1986) é uma judoca paralímpica brasileira.

## Biografia

### Primeiros anos
Meg nasceu em São Paulo, capital do estado de São Paulo, no ano de 1986. Nasceu com atrofia no nervo óptico, doença hereditária que causa perda de visão.
Mudou-se para Maringá, cidade no interior do estado do Paraná.

### Carreira
Em 2018, disputou dois campeonatos defendendo o Brasil. O primeiro, foi o Campeonato das Américas do Judô Paralímpico, realizado em Calgary, no Canadá, sendo medalha de prata na categoria com mais de setenta quilos. Em Lisboa, em Portugal, foi medalha de bronze pela sua categoria no Mundial de Judô Paralímpico, após sofrer uma derrota para a sul-coreana Hayeong Park.
Integrou a delegação paralímpica brasileira no ano de 2019, para participar dos Jogos Parapan-Americanos de 2019, realizados em Lima, no Peru. Meg, garantiu o ouro para o Brasil, na categoria para atletas com mais de setenta quilos. Por seu desempenho vitorioso, foi eleita a melhor atleta do judô no Prêmio Paralímpico de 2019, realizado pelo Comitê Paralímpico Brasileiro (CPB).
Novamente representou o Brasil. Nos Jogos Paralímpicos de Verão de 2020 - devido a Pandemia de COVID-19 - realizados no ano seguinte, em 2021, em Tóquio, no Japão. Ganhou a medalha de bronze para o Brasil, ao derrotar a mongol Altantsetset Nyamaa, na categoria para atleta com mais de setenta quilos.
No ano de 2022, participou do Campeonato Mundial de Bacu, no Azerbaijão. Na competição foi bronze na sua categoria.